# Dennis Priestley
Dennis Priestley (Mexborough, 1950. július 16. –) kétszeres világbajnok angol dartsjátékos. 1989-től 1993-ig a British Darts Organisation, majd 1993-tól 2014-ig a Professional Darts Corporation tagja, utóbbi szervezetnek egyik alapítója is. 1991-ben a BDO-nál, 1994-ben pedig a PDC-nél nyert világbajnokságot, így ő lett az első olyan játékos, aki mind a két szervezetnél világbajnok lett. Beceneve "The Menace".

## Pályafutása

### Kezdetek, BDO
Priestley 1989-ben kezdett dartsozni a BDO-nál, amelynek 1993-ig volt a tagja. A vb-n 1991-ben rögtön világbajnok lett, a döntőben Eric Bristow-t győzte le 6–0-ra. 1992-ben megnyerte a World Masters-t. A BDO-nál világbajnokságokon még kétszer vett részt, 1992-ben a második körben Alan Warriner-Little ellen 3–2-re, majd 1993-ban Steve Beaton ellen 3–1-re kapott ki. 1993-ban több társával együtt kiléptek a BDO-ból és megalapították a PDC elődjét a WDC-t (World Darts Council).

### PDC
1994-ben ő lett az újonnan induló szervezet PDC (korábbi nevén még WDC) első világbajnoka. A döntőben az akkoriban még csak kétszeres BDO világbajnok Phil Taylort győzte le 6–1-re. 1994 novembere és 1995 áprilisa között az első helyen volt az aktuális világranglistán.
Priestley ezek után még négy döntőt játszott a PDC világbajnokságokon, 1996-ban, 1997-ben, 1998-ban és 2000-ben. Mindannyiszor Taylor volt az ellenfele a döntőben, aki mindegyik döntőt megnyerte Priestley ellen. 1996-ban 6–4-re, 1997-ben 6–3-ra, 1998-ban 6–0-ra és végül 2000-ben 7–3-ra győzte le Priestley-t. Ő volt az első játékos, aki 100 feletti átlagot dobott (102.6) a világbajnoki döntőben 1996-ban, de Taylor hiába dobott kisebb átlagot (98.2), mégis ő győzedelmeskedett a döntőben.
Ezek után Priestley még a 2012-es vb-t kivéve, 2013-ig részt vett a világbajnokságokon. Korábbi eredményit már nem tudta megközelíteni, legjobb eredménye egy negyeddöntőbe jutás volt még 2002-ben.
Többször játszott döntőt a World Matchplay tornán, de 1994-ben, 1995-ben és 1996-ban sem tudott nyerni. A World Grand Prix tornán legjobb eredménye az elődöntőbe jutás volt, amelyet háromszor 2000-ben, 2005-ben és 2006-ban ért el.
2007-ben a Premier League-ben az elődöntőig jutott, mely a legjobb eredménye volt a sorozatban. Ez volt az egyetlen idénye a Premier League-ben, később csak 2009-ben játszott vendégszereplőként a tornán.
2009-ben megnyerte a US Open-t, amely a csupán a második kiemelt tornagyőzelme volt az 1994-es vb címe után.
Utolsó versenye a 2013-as Players Championship harmadik fordulója volt, melyen a negyeddöntőig jutott, ahol vereséget szenvedett Robert Thornton-tól.
2014-ben még volt esélye részt venni versenyeken, de már nem állt többé a dartstábla elé hivatalos PDC versenyen. 2015-ben bejelentette visszavonulását.

## Döntői

### BDO nagytornák: 3 döntős szereplés
| Történet                   |
| BDO Világbajnokság (1–0)   |
| Winmau World Masters (1–0) |
| British Matchplay (1–0)    |

| Eredmény | Sorszám | Év   | Bajnokság            | Ellenfél a döntőben | Pontok   |
| Győztes  | 1.      | 1991 | BDO Világbajnokság   | Eric Bristow        | 6–0 (sz) |
| Győztes  | 2.      | 1991 | British Matchplay    | Phil Taylor         | 5–2 (sz) |
| Győztes  | 3.      | 1992 | Winmau World Masters | Mike Gregory        | 3–2 (sz) |

### PDC nagytornák: 9 döntős szereplés
| Történet                 |
| PDC Világbajnokság (1–4) |
| World Matchplay (0–3)    |
| US Open (1–0)            |

| Eredmény | Sorszám | Év   | Bajnokság          | Ellenfél a döntőben | Pontok    |
| Győztes  | 1.      | 1994 | PDC Világbajnokság | Phil Taylor         | 6–1 (sz)  |
| Döntős   | 1.      | 1994 | World Matchplay    | Larry Butler        | 12–16 (l) |
| Döntős   | 2.      | 1995 | World Matchplay    | Phil Taylor         | 11–16 (l) |
| Döntős   | 3.      | 1996 | PDC Világbajnokság | Phil Taylor         | 4–6 (sz)  |
| Döntős   | 4.      | 1996 | World Matchplay    | Peter Evison        | 14–16 (l) |
| Döntős   | 5.      | 1997 | PDC Világbajnokság | Phil Taylor         | 3–6 (sz)  |
| Döntős   | 6.      | 1998 | PDC Világbajnokság | Phil Taylor         | 0–6 (sz)  |
| Döntős   | 7.      | 2000 | PDC Világbajnokság | Phil Taylor         | 3–7 (sz)  |
| Győztes  | 2.      | 2009 | US Open            | Andy Hamilton       | 6–3 (sz)  |

### Független nagytornák: 1 döntős szereplés
| Eredmény | Sorszám | Év   | Bajnokság                      | Ellenfél a döntőben | Pontok  |
| Döntős   | 1.      | 1989 | News of the World Championship | Dave Whitcombe      | 1–2 (l) |

1. 1 2 3  (l) = pontszám legekben, (sz) = pontszám szettekben.

## További tornagyőzelmei
| Players Championships - Players Championship (BRI): 2008 - Players Championship (CAN): 2008, 2009 - Players Championship (GIB): 2006 - Players Championship (IRE): 2008 - Players Championship (NWE): 2009 - US Open Players Championship: 2009 UK Open Regionals/Qualifiers - UK Open Regional (SWE): 2007 | - Antwerp Open: 1994, 1995 - Australian Masters: 1992 - Australian Open Players Championship: 2010 - British Classic: 1997 - British Gold Cup: 1991, 1992 - British Matchplay: 1991 - British Open: 1993 - British Pentathlon: 1992 - Canadian Open: 1993, 1994 - Gem City Open: 1996 - Golden Harvest North American Cup: 1996 - Isle of Man Open: 1988, 1989 - Jersey Festival of Darts: 1991 - Le Skratch Montreal Open: 2003, 2005 - Los Angeles Open: 1989, 1992 - Pacific Masters: 1992 - WDC UK Matchplay: 1993, 1994 - PDC World Pairs: 1995 - Quebec Open: 2003 - Vauxhall Spring Pro: 2006 - Welsh Open: 1992 - Windy City Open: 1997 - Witch City Open: 1994 - World Champions Challenge: 1991 |

## Világbajnoki szereplései

### BDO
- 1991: Győztes ( Eric Bristow ellen 6–0)
- 1992: Második kör (vereség  Alan Warriner-Little ellen 2–3)
- 1993: Második kör (vereség  Steve Beaton ellen 1–3)

### PDC
- 1994: Győztes ( Phil Taylor ellen 6–1)
- 1995: Csoportkör (Legjobb 24) (vereség  John Lowe ellen 0–3 és győzelem  Jocky Wilson ellen 3-2)
- 1996: Döntő (vereség  Phil Taylor ellen 4–6)
- 1997: Döntő (vereség  Phil Taylor ellen 3–6)
- 1998: Döntő (vereség  Phil Taylor ellen 4–6)
- 1999: Első kör (vereség  John Ferrell ellen 0–3)
- 2000: Döntő (vereség  Phil Taylor ellen 3–7)
- 2001: Első kör (vereség  Keith Deller ellen 2–3)
- 2002: Negyeddöntő (vereség  Dave Askew ellen 2–6)
- 2003: Második kör (vereség  Dennis Smith ellen 1–4)
- 2004: Negyedik kör (vereség  Phil Taylor ellen 1–4)
- 2005: Negyedik kör (vereség  Phil Taylor ellen 0–4)
- 2006: Második kör (vereség  Adrian Lewis ellen 2–4)
- 2007: Harmadik kör (vereség  Andy Hamilton ellen 1–4)
- 2008: Első kör (vereség  Steve Maish ellen 1–3)
- 2009: Harmadik kör (vereség  Paul Nicholson ellen 2–4)
- 2010: Első kör (vereség  Kevin McDine ellen 2–3)
- 2011: Második kör (vereség  Gary Anderson ellen 2–4)
- 2013: Első kör (vereség  Ronnie Baxter ellen 1–3)